# Mezzettia
Mezzettia es un género de plantas fanerógamas perteneciente a la familia de las anonáceas. Son nativas del sudeste de Asia.

## Sistemática
El género fue descrito por Odoardo Beccari y publicado en Nuovo Giornale Botanico Italiano 3: 187. 1871. La especie tipo es: Mezzettia umbellata Becc.

### Lista de especies
Se reconocen cinco especies:
- Mezzettia curtisii King
- Mezzettia herveyana Oliv.
- Mezzettia leptopoda (Hook. f. & Thomson) Oliv.
- Mezzettia parviflora Becc.
- Mezzettia umbellata Becc.